# Даррелл в России
Даррелл в России (англ. Durrell in Russia) — британский документальный телевизионный сериал фирмы «Примедия продакшнз» и 4-го канала Великобритании (Channel 4 (UK)) о визите известного английского натуралиста, писателя и основателя Джерсийского зоопарка Джеральда Даррелла в Советский Союз. Ведущие — сам Джеральд Даррелл и его жена Ли Даррелл. В СССР 1-я серия была показана 2 января 1988 года на первом канале телевидения СССР.
Снимался сериал в 1984-85 годах во время двух приездов съемочной группы в СССР. За это время они побывали в разных уголках Советского Союза, посетив несколько самых больших и известных заповедников, расположенных от арктической тундры до центральноазиатской пустыни.

## Серии
1. «Другие русские» (The Other Russians) — Джеральд и Ли Дарреллы встречаются со своими поклонниками в Москве и посещают Московский зоопарк.
2. «Спасение в половодье» (Flood Rescue) — спасение диких животных от половодья в Окском заповеднике.
3. «Бакланы, вороны и сомы» (Cormorants, Crows and Catfish) — огромные колонии птиц и другие животные Астраханского заповедника.
4. «Тюлени и соболи» (Seals and Sables) — байкальские нерпы и соболи Баргузинского заповедника.
5. «Последний кусок нетронутой степи» (Last of the Virgin Steppe) — заповедник Аскания-Нова в украинской степи.
6. «От Тянь-Шаня до Самарканда» (From Tien Shan to Samarkand) — Чаткальский заповедник в горах Тянь-Шань и древний город Самарканд.
7. «Красная пустыня» (Red Desert) — путешествие Дарреллов на верблюдах по Каракумам и Репетекскому заповеднику.
8. «Спасение сайги» (Saving the Saiga) — питомник сайгаков и джейранов около Бухары.
9. «Там за лесами» (Beyond the Forest) — флора и фауна советского крайнего севера, процветающая в течение короткого лета.
10. «Возвращение зубров» (Return of the Bison) — поездка по Кавказу в поисках зубров.
11. «Дети и природа» (Children in Nature) — помощь детей природе в Березинском заповеднике.
12. «Песня глухаря» (Song of the Capercaillie) — весенний брачный ритуал глухарей в Дарвинском заповеднике.
13. «Бесконечный день» (The Endless Day) — стадо овцебыков в арктической тундре на Таймыре.